# Haladás Sportkomplexum
A Haladás Sportkomplexum egy többfunkciós sportkomplexum Szombathelyen. A Szombathelyi Haladás korábbi stadionjának, a Rohonci úti stadion lebontását követően építették.

## A stadion története

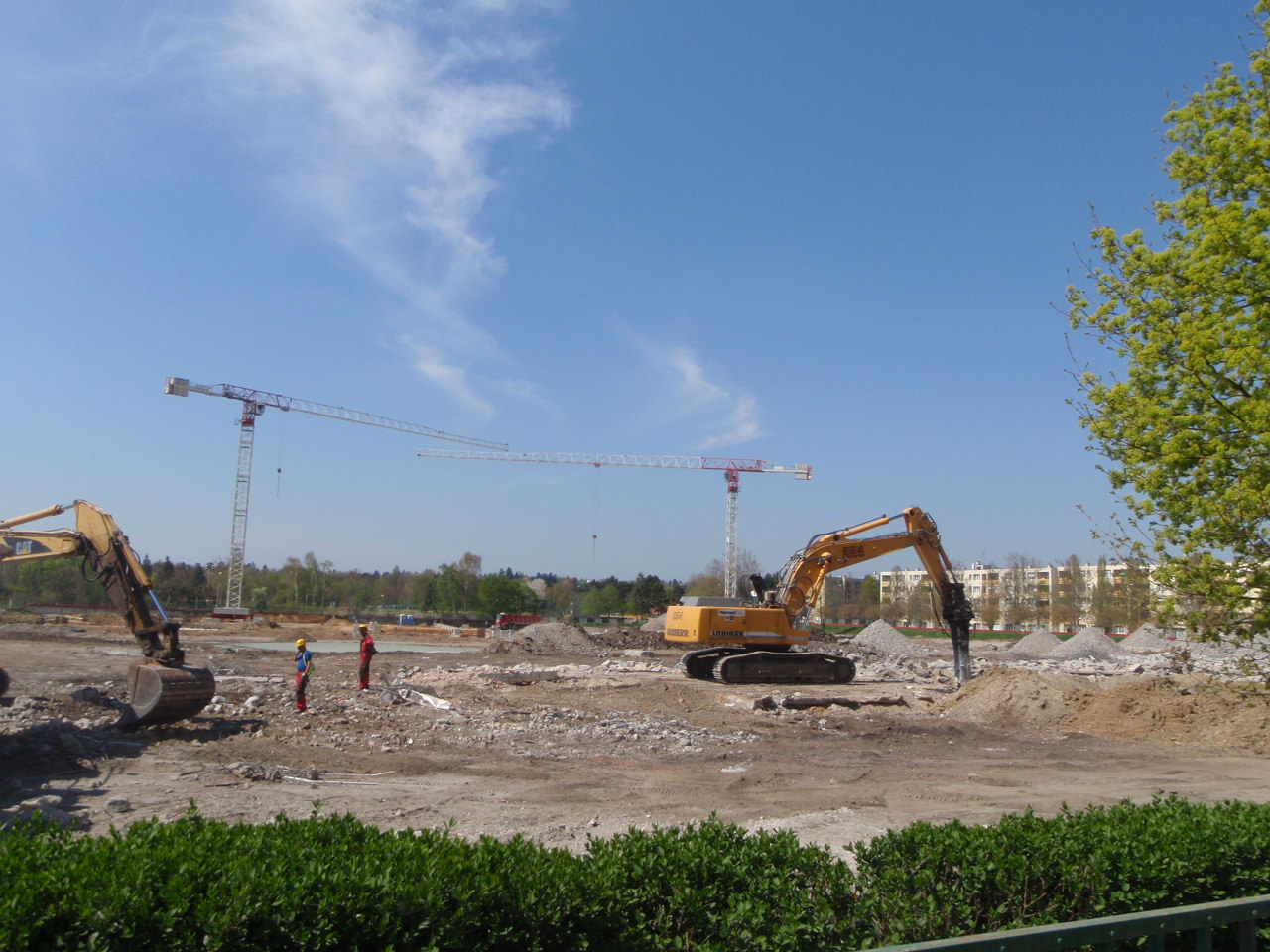
A lebontott stadion területe 2016 áprilisában.

2013. augusztus 28-án Hende Csaba honvédelmi miniszter nyilatkozta, hogy a kormány 9,6 milliárd forintot fog biztosítani az új stadion megépítésére. Az új sportkomplexum a labdarúgóstadion mellett a futsalcsarnokot is magában foglalja, emellett a birkózók, ökölvívók és sakkozók otthonául is szolgál. 2013. szeptember 6-án Hende Csaba bejelentette, hogy elkezdődtek a rekonstrukciós munkálatok előkészítése, amelyben a Szombathelyi Haladás és a Haladás Szurkoló Kör, valamint a Szombathelyi Diákszövetség is segítséget nyújtott. 2013. szeptember 12-én kormányzati döntés született arról, hogy 9,6 milliárd forintos keretből új stadion épülhet Szombathelyen. 2014 szeptemberében aláírták a támogatási szerződést. 2013. október 4-én Tóth Miklós, a Szombathelyi Haladás ügyvezető igazgatója elmondta, hogy a klub nem kíván az építkezés ideje alatt más városba költözni. Hangsúlyozta, véleménye szerint ebben az esetben jelentősen csökkenne a mérkőzések látogatottsága, így sem Sopron, sem pedig Felsőőr nem jöhet számításba, mint ideiglenes otthon a futballcsapat számára. Tóth Miklós kezdeményezte a Magyar Labdarúgó-szövetségnél, hogy a stadion melletti műfüves edzőpályán játszhassák hazai mérkőzéseiket.
2014. szeptember 26-án Puskás Tivadar, Szombathely polgármestere és Simicskó István honvédelmi miniszter szerződést írt alá, amely garantálta, hogy az új stadion építését a kormány finanszírozza. Az UEFA stadionkategóriái szerinti negyedik kategóriás létesítmény építését a tervek szerint 2016 szeptemberéig befejezték volna. 2014. szeptember 30-án az Országgyűlés mind a 17 képviselője igen szavazattal szavazott a Haladás Sportkomplexum Fejlesztő Nonprofit Kft. létrejöttét. A bizottság új ügyvezető igazgatónak Szondy Szilviát választotta, aki korábban a debreceni Nagyerdei stadion építéséért felelős Nagyerdei Rekonstrukciós Kft-nél dolgozott. Vigh László, a sportberuházásokért felelős miniszter elmondta, hogy a tervek elkészítése 7-8 hónapig tart.
2014. november 5-én Bordás Pétert választották ki az új stadion megtervezésére. 2015-ben módosították a terület rendezési tervét, és elkészült a sportkomplexum engedélyezési terve. 2015. december 12-én játszották az utolsó bajnokit a régi stadionban. A kivitelező kiválasztására 2016. február 2-án került sor. A munkákat nettó 13,151 milliárd forintért a Swietelsky Magyarország Kft., illetve a ZÁÉV Építőipari Zrt. végezhette. A bontási munkálatok február 3-án megkezdődtek. 2016. február 28-án a kivitelezés költségét 15,2 milliárdra emelték. Az új épületek alapkőletételére 2016. április 11-én került sor. 2017 júniusában 603 millió forint pótmunkát rendeltek meg, így a kivitelezés költsége 15,8 milliárdra növekedett. 2015. január 29-én kiderült, hogy az új Sportkomplexum minimum 8000 néző befogadására lesz alkalmas, illetve mellette egy sportcsarnok épül, amely 500 nézőhelyet képes biztosítani. A stadionon belül található VIP és a média szektor, klubüzlet, büfé és múzeum. 2015. július 13-án a Nemzeti Sport tette közzé először a stadion terveit. Hende Csaba elmondta, az új komplexum a Haladás 12 szakosztályának fog otthont adni. Könnyen megközelíthető az M86-os autóút felől, valamint nemzetközi sportesemények, illetve egyéb rendezvények helyszínéül is szolgálhat. Puskás Tivadar ekkor úgy nyilatkozott, amennyiben Budapest megrendezheti a 2024-es olimpiát, akkor a Haladás Sportkomplexum ad otthont a női labdarúgó mérkőzéseknek. Az elkészült beruházást 2017. november 8-án avatták fel.

### Építés
2016. április 11-én hivatalosan elindult az új stadion építése. A munkálatok az első elképzelések szerint 2017 júliusában érnek véget.
2016. október 25-én befejeződött a keleti és az északi lelátó építése.
2017. február 10-én elindult a főlelátó tetőszerkezetének építése.
2017. február 27-én egy drón által készített légifelvétel készült az új stadion építéséről.
2017. április 3-án bejelentették, hogy az új stadiont 2017. szeptember 16-án vagy 17-én adják át. Az átadási ünnepség tervezett költsége 30 millió forint.
2017. október 13-án a Haladás Sportkomplexum Fejlesztő Nonprofit Kft. bejelentette, hogy az új stadiont 2017. november 8-án nyitják meg. Azt is kiemelték, hogy az új stadion az elmúlt húsz év egyik legnagyobb infrastrukturális fejlesztése volt a régióban. A stadion végső költsége 15,2 milliárd forint, amelyet a magyar állam finanszírozott. Az új stadion tulajdonosa Szombathely városa.

## Mérföldkövek

### Ünnepélyes nyitómérkőzés
| 2017. november 8. 20:30 CEST |

| Szombathelyi Haladás           | 3–1   | NK Osijek       |
| ------------------------------ | ----- | --------------- |
| Ramos 17' Grumić 86' Petró 93' | (1–1) | Hajradinović 6' |

| Szombathely Nézőszám: 8500 Játékvezető: Pintér Csaba |

### Az első hivatalos tétmérkőzés
| 2017. november 25. |

| Szombathelyi Haladás  | 2–1   | Ferencvárosi TC |
| --------------------- | ----- | --------------- |
| Mészáros 32' Kiss 84' | (1–1) | Blažič 34'      |

| Szombathely Nézőszám: 8028 Játékvezető: Szabó Zsolt |

## Galéria

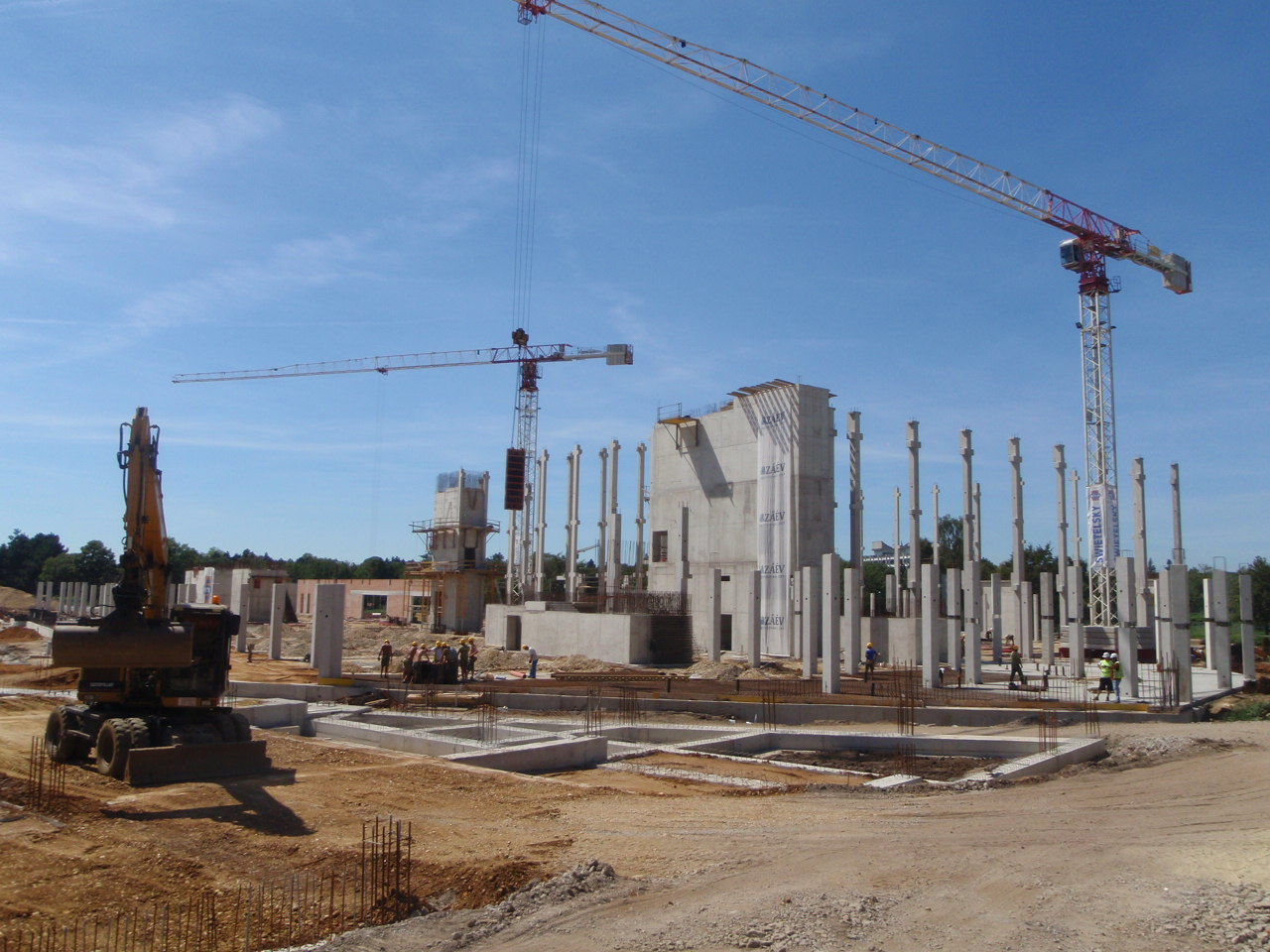
Az alapozás és szerkezetépítés 2016-ban
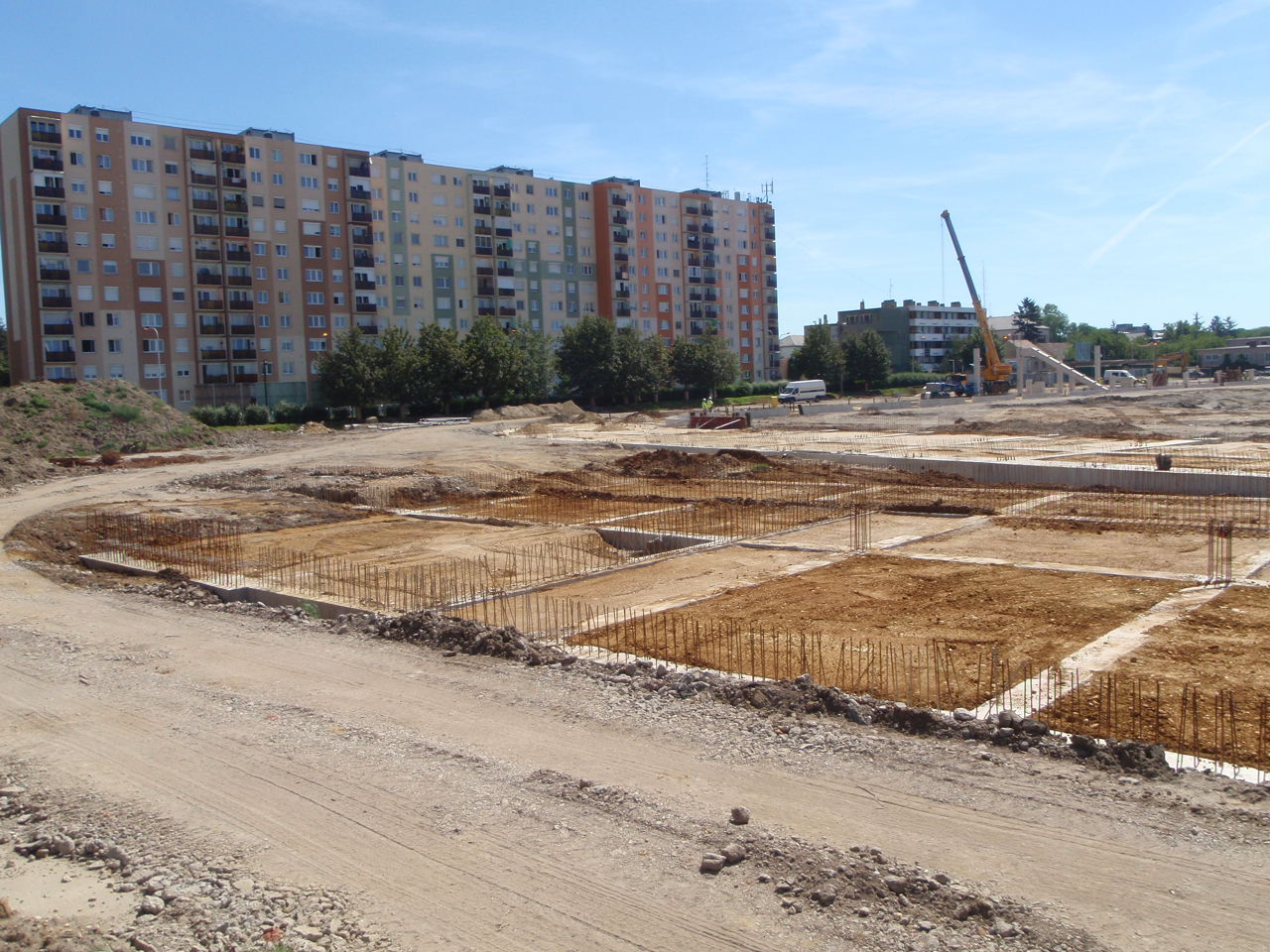
Az épülő lelátó (2016 augusztusa)
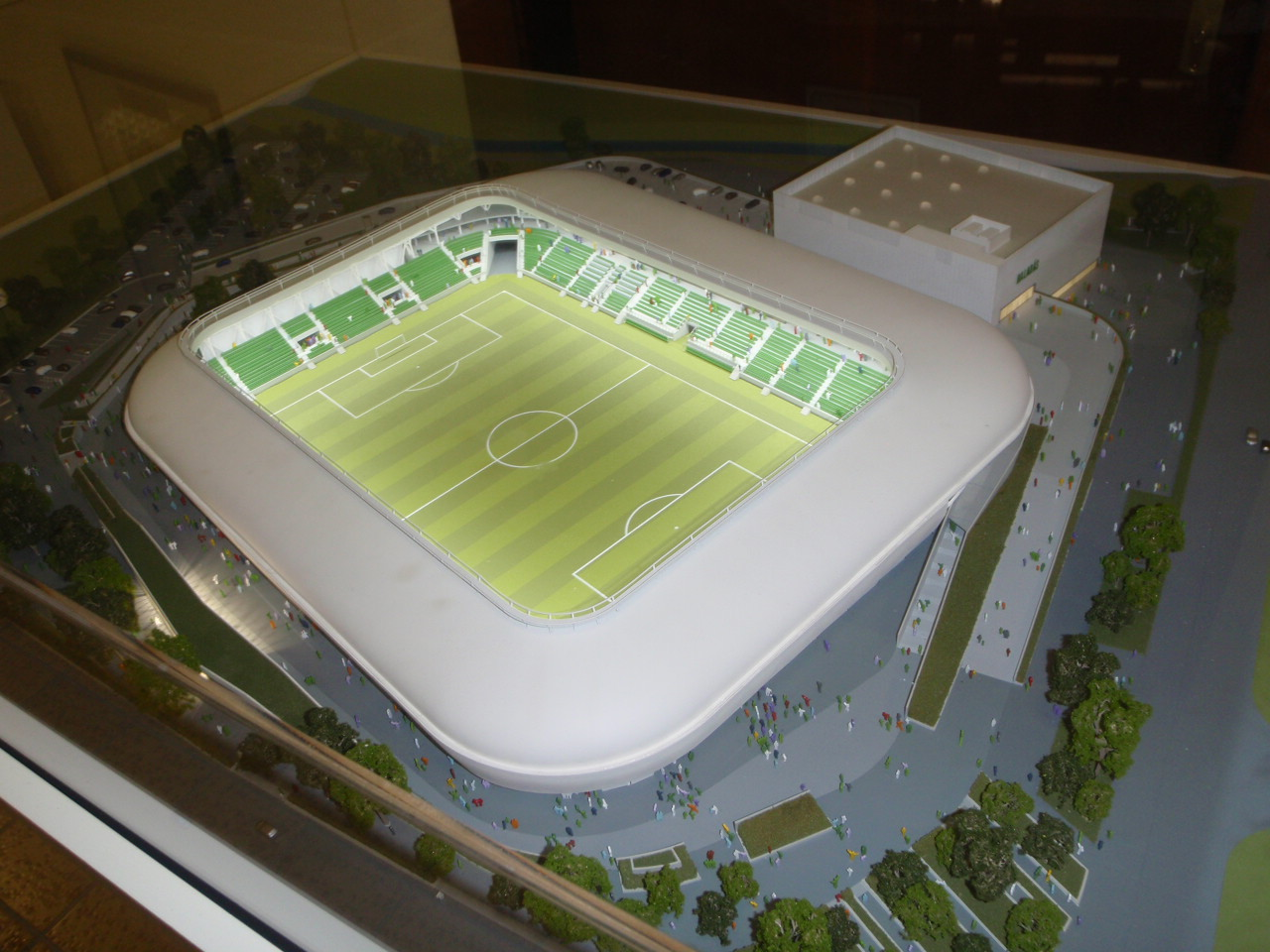
Haladás Sportkomplexum - makett
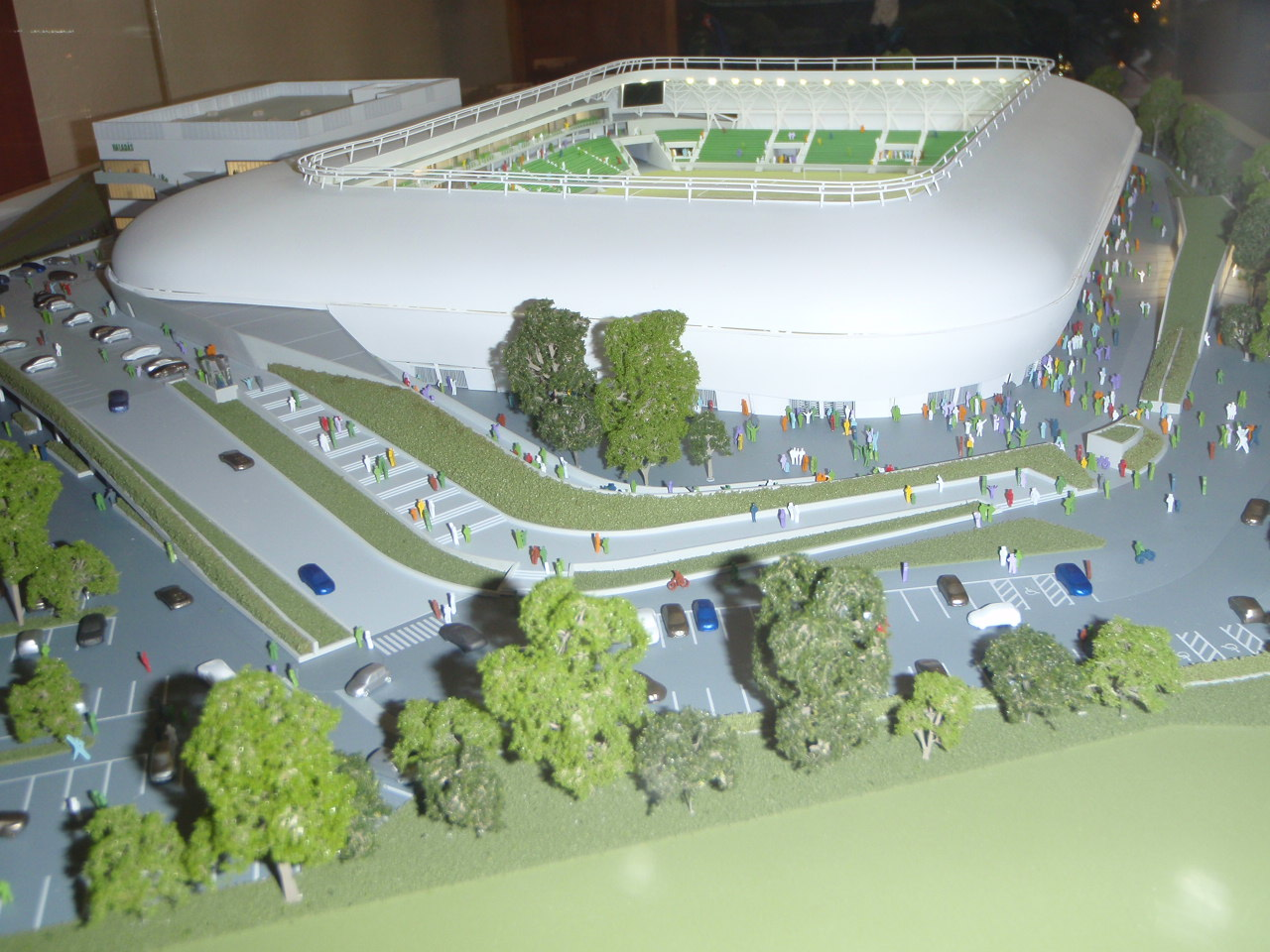
Haladás Sportkomplexum - makett

## További információ
- Hivatalos honlap